# Una regola d'amore
Una regola d'amore è un brano musicale del cantautore svizzero Paolo Meneguzzi, uscito il 17 settembre 2004 come terzo ed ultimo singolo estratto dalla ristampa dell'album Lei è, dopo Guardami negli occhi (prego), brano presentato al Festival di Sanremo 2004, e la canzone estiva Baciami. 